# Sierra Gorda
Sierra Gorda är en kommun i Chile.   Den ligger i provinsen Provincia de Antofagasta och regionen Región de Antofagasta, i den norra delen av landet, 1 100 km norr om huvudstaden Santiago de Chile.
Trakten runt Sierra Gorda är ofruktbar med lite eller ingen växtlighet. Trakten runt Sierra Gorda är nära nog obefolkad, med mindre än två invånare per kvadratkilometer.